# Diploderma splendidum
Diploderma splendidum är en ödleart som beskrevs av  Barbour och DUNN 1919. Diploderma splendidum ingår i släktet Diploderma och familjen agamer. Inga underarter finns listade i Catalogue of Life.
Denna ödla förekommer i Kina i provinserna Hunan, Hubei, Guizhou, Chongqing, Sichuan och Yunnan. Kanske även i Henan och Gansu. Den lever i kulliga regioner och bergstrakter mellan 380 och 2500 meter över havet. Arten hittas vanligen vid skogskanter i klippiga regioner med buskar och vattendrag. Enligt uppskattningar byts populationen efter fyra år ut. Honor lägger ägg.
Flera exemplar fångas och säljs som terrariedjur. Populationen påverkas av nya dammbyggnader men den är fortfarande stor. IUCN listar arten som livskraftig (LC).